# 田中徳兵衛 (貴族院議員)
田中 徳兵衛（四代目　德兵衞、たなか とくべえ、1875年（明治8年）5月15日 - 1947年（昭和22年）7月30日）は、日本の実業家、政治家。貴族院多額納税者議員、埼玉県北足立郡南平柳村長。幼名・徳蔵。勲四等旭日章。

## 経歴
埼玉県足立郡十二月田村（のち北足立郡南平柳村、現・川口市）で、味噌醸造業、素封家・三代目田中徳兵衛の長男として生まれる。1894年（明治27年）家督を相続し四代目徳兵衛を襲名した。
埼玉味噌醸造組合長、帝国実業協会幹事、東京共立銀行監査役、東京紡績監査役などを務めた。
南平柳村会議員を務めた後、1922年（大正11年）から1929年（昭和4年）まで同村長を務めた。1926年（大正15年）1月27日に行われた埼玉県会議員補欠選挙に北足立郡選挙区から立憲政友会から立候補して、当選した。1927年（昭和2年）2月26日に、第29代埼玉県会副議長に選出された。1928年（昭和3年）3月10日に退任した。1929年（昭和4年）12月13日に、第32代として再び副議長となった。1930年（昭和5年）11月14日に退任した。1932年（昭和7年）1月の県会議員選挙には立候補しなかった。同年9月29日、貴族院多額納税者議員に任じられ、交友倶楽部に所属して活動し1期務めて1939年（昭和14年）9月28日に退任した。

## 親族
- 長男 田中徳兵衛 - 川口市長、幼名・徳太郎。[4]
- 四女 青木政子 - 青木重臣（内務官僚）の妻[4][12]

## 居宅
旧田中家住宅を建築し重要文化財に指定されている。